# José Amar Amar
José Amar Amar (Pucón, 1944) es un psicólogo, docente, magíster en Metodología Investigativa, doctorado en Filosofía y político chileno del Partido Socialista. En 1973 se desempeñó como diputado por la Vigesimoprimera Agrupación Departamental "Temuco, Lautaro, Imperial, Pitrufquén y Villarrica", Región de la Araucanía. 

## Biografía
Nació en Pucón en 1944, hijo de Jorge Amar y Emilia Amar. 
Entre 1961 y 1963 se formó como profesor de Educación Primaria con énfasis en Historia en la Universidad de Chile. Al año siguiente y hasta 1968 continuó sus estudios en Psicología en la misma casa de estudios. 
Entre los años 1961 y 1963 se desempeñó como profesor de Educación Primaria con énfasis en Historia. Luego de egresar de Psicología se dedicó a ejercer su profesión desempeñándose como profesor de Psicología en la Universidad de Temuco.
Ingresó a la Juventud Socialista de Chile a los 15 años desempeñando una serie de cargos: fue secretario regional de la Juventud Socialista de Cautín y dirigente del Centro de Alumnos del Liceo de Hombres.
Una vez en la universidad presidió el Centro de Alumnos de Educación Primaria y fue vicepresidente del Centro de Alumnos. En forma paralela, fue miembro del Comité Central de la Juventud Socialista y jefe nacional del Departamento de Educación Política del Comité Central. Como dirigente, apoyó a campesinos, pobladores y trabajadores en la lucha por sus reivindicaciones especialmente en las huelgas de los trabajadores de Indus.
En 1964 integró el Departamento Nacional de Finanzas de la campaña presidencial de Salvador Allende y fue jefe de la Brigada Universitaria de la Universidad de Chile. Integró el Consejo Directivo de la FECHA y presidió por dos años la Escuela de Psicología, teniendo una destacada participación en el proceso de reforma universitaria.
En las elecciones parlamentarias de 1973 fue elegido diputado por la Vigesimoprimera Agrupación Departamental Temuco, Lautaro, Imperial, Pitrufquén y Villarrica, en representación del Partido Socialista. Integró la Comisión Permanente de Relaciones Exteriores; y la de Economía, Fomento y Reconstrucción. El golpe militar del 11 de septiembre de 1973 puso término anticipado al período. El Decreto-Ley 27 de 21 de septiembre de ese año disolvió el Congreso Nacional y declaró cesadas las funciones parlamentarias a contar de la fecha.
Posteriormente, entre 1974 y 1976 estudió Sociología también en la Universidad de Chile. Realizó un magíster en Metodología Investigativa entre 1980 y 1981 y se doctoró en Filosofía en la Universidad de Newport, previos estudios entre 1998 y 2000.
Posteriormente, se radicó en Barranquilla, Colombia.
Durante su carrera como psicólogo ha recibido numerosos reconocimientos, entre ellos el Premio Nacional de Psicología por la Sociedad Colombiana de Psicología en 1996, la medalla al Mérito Científico por la Universidad del Norte en 1997, el Premio Internacional por la dirección del Proyecto Costa Atlántica de la Organización de Estados Americanos (OEA) en 1989, el premio Nacional en Ciencias del Comportamiento por la Universidad Nacional, la Universidad de los Andes y Colegio Nacional de Psicólogos en 2003, y la medalla Sol del Norte de la Universidad del Norte en 2006.

## Historia electoral

### Elecciones parlamentarias de 1973
- Elecciones parlamentarias de 1973 para la Provincia de Cautín[1]

| Candidato                                 | Partido                    | Votos   | %       | Resultado |
| ----------------------------------------- | -------------------------- | ------- | ------- | --------- |
| A. Confederación de la Democracia         |                            |         |         |           |
| Sergio Merino Jarpa                       | PDC                        | 13 523  | 9,84 %  | Diputado  |
| Pedro Alvarado Páez                       | PDC                        | 7591    | 5,53 %  | Diputado  |
| Enrique Krauss Rusque                     | PDC                        | 15 033  | 10,94 % | Diputado  |
| Víctor González Maertens                  | PDC                        | 6090    | 4,43 %  | Diputado  |
| Germán Becker Bäechler                    | DR                         | 6661    | 4,85 %  | Diputado  |
| Fernando Mellado Diez                     | PIR                        | 2269    | 1,65 %  |           |
| Hardy Momberg Roa                         | PN                         | 15 174  | 11,05 % | Diputado  |
| Víctor Carmine Zúñiga                     | PN                         | 14 158  | 10,31 % | Diputado  |
| Luis Eguiguren Hodgson                    | PN                         | 5599    | 4,07 %  |           |
| Óscar Schleyer Springmuller               | PN                         | 2135    | 1,55 %  |           |
| Votos de Lista                            | CODE                       | 801     | 0,58 %  |           |
| B. Unidad Popular                         |                            |         |         |           |
| Antonio Millape Caniuqueo                 | IC                         | 3639    | 2,65 %  |           |
| José Amar Amar                            | PS                         | 13 672  | 9,95 %  | Diputado  |
| Gastón Lobos Barrientos                   | PR                         | 5200    | 3,78 %  | Diputado  |
| Rosendo Huenumán García                   | PCCh                       | 15 576  | 11,34 % | Diputado  |
| Nelson Ávila Contreras                    | MAPU                       | 2596    | 1,89 %  |           |
| María Saavedra Martínez                   | PS                         | 1944    | 1,41 %  |           |
| Sergio Cifuentes Pinto                    | PR                         | 187     | 0,13 %  |           |
| Desiderio Millanao Colitripay             | PCCh                       | 482     | 0,35 %  |           |
| Raúl Contreras Medina                     | IC                         | 203     | 0,15 %  |           |
| Isaías Vergara Torres                     | PS                         | 2773    | 2,02 %  |           |
| Votos de Lista                            | UP                         | 1218    | 0,89 %  |           |
| C. Unión Socialista Popular               |                            |         |         |           |
| Eudocio Molina Santibáñez                 | USOPO                      | 273     | 0,20 %  |           |
| Segundo Painen Lipian                     | USOPO                      | 284     | 0,21 %  |           |
| Ramón Osvaldo Barceló Olave               | USOPO                      | 176     | 0,13 %  |           |
| Votos de Lista                            | USOPO                      | 89      | 0,06 %  |           |
| Votos válidamente emitidos                | Votos válidamente emitidos | 137 346 | 98,12 % |           |
| Votos nulos                               | Votos nulos                | 1398    | 1,00 %  |           |
| Votos en blanco                           | Votos en blanco            | 1236    | 0,88 %  |           |
| Total de votos emitidos                   | Total de votos emitidos    | 139 980 | 100 %   |           |
| Fuente: Dirección del Registro Electoral. |                            |         |         |           |